# Voe (Northmavine)

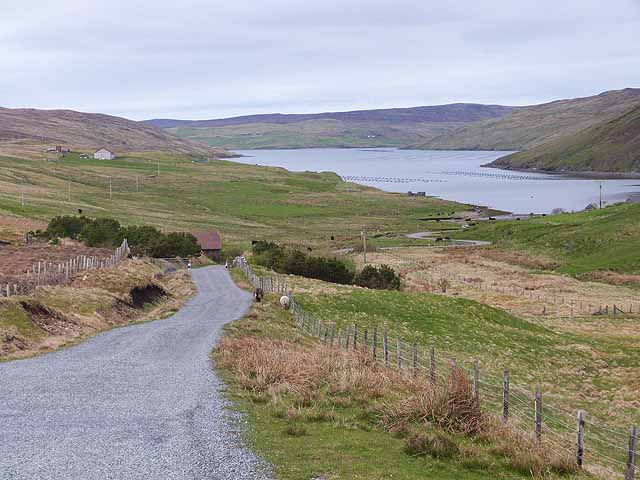
Die kleine Straße nach Voe

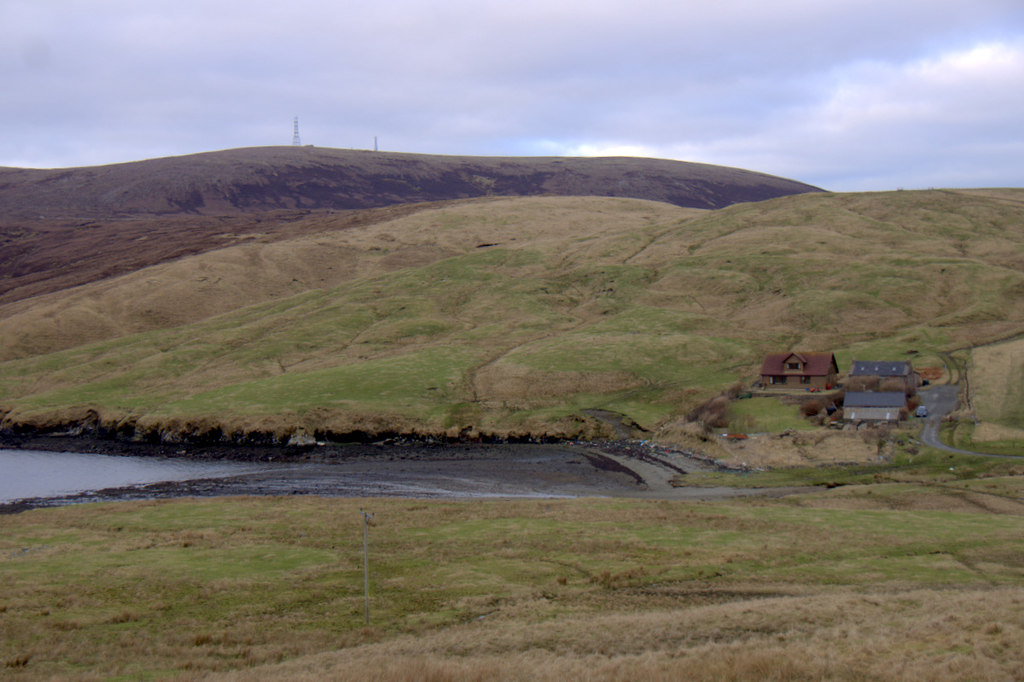
Blick von Süden auf Voe

Voe ist eine kleine Ortschaft, die in Schottland im Norden der Shetlandinseln liegt.

## Geographie
Das kleine Voe liegt am östlichen Ende der Meeresbucht Ronas Voe auf der westlichen Seite der Halbinsel Northmavine, die einen nordwestlichen Ausläufer von Mainland bildet. Ortschaften in der Nähe sind Collafirth im Nordosten und Ollaberry im Osten.

## Historisches
Im Rahmen der historischen Gliederung Schottlands in Civil Parishes zählt Voe zu Northmaven.

## Verkehr
Östlich an Voe vorbei führt die A970, die, in diesem Abschnitt, in nördlicher Richtung nach Isbister führt.